# Mission de l'Ange Gardien

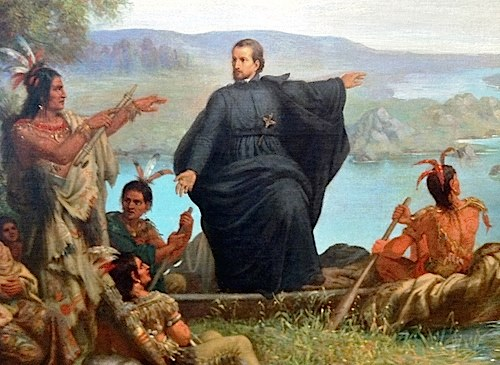
Missionnaire jésuite avec les Amérindiens

La Mission de l'Ange Gardien était une mission chrétienne établie par les jésuites dans les environs de ce qui est maintenant Chicago, Illinois. Elle a été créée en 1696 par le père François Pinet, un prêtre jésuite français. La mission a été abandonnée en 1700 ; sa localisation exacte demeure inconnue.

## Historique
Au XVIIe siècle, cette région de l'Illinois était habitée par un certain nombre de peuples Algonquins, y compris les Mascoutins et les Miamis, qui avaient émigré au nord de l'Illinois et du Wisconsin à la suite de la Guerre Iroquoise. Les missionnaires jésuites qui avaient exploré la région des grands lacs avaient d'abord rencontré ces tribus dans les années 1650. Les Miamis avaient établi quelques villages sur la rivière des Plaines et sur la Chicago River au milieu du XVIIe siècle, mais ceux-ci ont été abandonnés dans les années 1650, pour être déplacés à l'ouest du Mississippi, puis dans le Wisconsin. Sur sa première rencontre avec les Miamis dans un grand village près de ce qui est maintenant Portage (Wisconsin), le père Jacques Marquette au cours de son expédition avec Louis Jolliet sur le fleuve Mississippi en 1673 décrit ce peuple comme « le plus civil, le plus libéral, et le plus en forme [des trois nations qui occupent le village]. » Dans les années 1690, les Miamis ont retourné dans la région de Chicago, établissant deux villages ; l'un à l'embouchure de la rivière Chicago et un autre sur 3 miles en amont sur la branche nord de la rivière.

## Mission Pinet
Pierre François Pinet est né à Périgueux en France le 11 novembre 1660 et est entré comme novice jésuite à Bordeaux en 1682. Il s'est rendu au Canada en 1694, et arrive tout d'abord à Québec puis il voyage à Ville-Marie, et Michillimackinac. En 1696, Pinet a créé la Mission de l'Ange gardien à Chicago, mais il dut bientôt renoncer à la mission par l'entremise de Louis de Buade de Frontenac, le gouverneur général de la Nouvelle-France. Un appel fut lancé par François de Laval, évêque de la Nouvelle-France, et la mission a été rétablie en 1698. Quelque temps après 1700, les Miamis ont commencé à se déplacer vers la rivière Maumee et la Vallée de la Wabash dans l'Indiana, et la mission fut abandonnée en permanence. Après la fermeture de la Mission de l'Ange Gardien à Chicago, Pinet s'installe pour travailler parmi les Tribus Illiniweks à Cahokia. Il part ensuite avec les Illiniweks pour rejoindre la tribu Kaskaskia sur la rive nord de la rivière des Pères dans ce qui est maintenant Saint-Louis (Missouri). Une lettre du père Bergier en date du 1er mars 1703 indique que Pinet est mort à Rivière des Pères, le 1er août 1702.

## Emplacement
L'emplacement exact de la Mission de l'Ange Gardien est inconnu, mais plusieurs historiens ont proposé un certain nombre de sites dans la région de Chicago. Une source contemporaine donne des indices quant à sa localisation selon une lettre, datée du 2 janvier 1699, de Jean-François Buisson de Saint-Cosme à l'ancien évêque François de Laval, dans laquelle il raconte une visite à la mission. John Gilmary Shea publia une lettre en anglais en 1861. Cependant, L'historien de Chicago, Milton Milo Quaife, écrit en 1913 que la traduction de Shea « s'écarte fréquemment du manuscrit original » et que des différences de traduction peuvent expliquer certains des différents sites proposés.